# Národní liga 1941/1942
Tento článek pojednává o jednom ze soutěžních ročníků Československé fotbalové ligy. Sezona 1941/42 se odehrála pod názvem Národní liga 1941/42 a jednalo se o celkově 4. oficiální ročník rozdělené České a Slovenské fotbalové ligy (včetně v průběhu rozděleného ročníku 1938/39). Jinak šlo o 18. ročník nejvyšší fotbalové ligové soutěže. Titul z minulého ročníku v ní znovu obhájil tým SK Slavia Praha (třetí titul v řadě) a zajistil si tak již 12. mistrovský titul. Poslední kolo ligy se dohrávalo až o skoro měsíc a půl, oproti původnímu termínu, z důvodu atentátu na zastupujícího říšského protektora Reinharda Heydricha. Do tohoto ročníku postoupily dva nejlepší týmy z kvalifikačního turnaje o postup do ligy: SK Polaban Nymburk a SK Olomouc ASO.
Slovenskou část soutěže vyhrál tým ŠK Slovan Bratislava, obhájil prvenství z předchozích dvou ročníků a vybojoval tak třetí z celkově čtyř titulů během období Protektorátu.

## Mistrovství Čech a Moravy
|    | Konečné pořadí       | Z  | V  | R | P  | GV  | GO | TP  | B  |
| -- | -------------------- | -- | -- | - | -- | --- | -- | --- | -- |
|    | SK Slavia Praha      | 22 | 18 | 1 | 3  | 100 | 41 | +59 | 37 |
| 2  | SK Prostějov         | 22 | 11 | 6 | 5  | 57  | 45 | +12 | 28 |
| 3  | SK Plzeň             | 22 | 10 | 4 | 8  | 73  | 59 | +14 | 24 |
| 4  | SK Pardubice         | 22 | 10 | 3 | 9  | 44  | 40 | +4  | 23 |
| 5  | AFK Bohemia Vršovice | 22 | 9  | 4 | 9  | 74  | 69 | +5  | 22 |
| 6  | SK Baťa Zlín         | 22 | 9  | 4 | 9  | 60  | 59 | +1  | 22 |
| 7  | AC Sparta Praha      | 22 | 9  | 2 | 11 | 42  | 50 | -8  | 20 |
| 8  | SK Židenice          | 22 | 8  | 3 | 11 | 63  | 70 | -7  | 19 |
| 9  | SK Kladno            | 22 | 8  | 3 | 11 | 52  | 62 | -10 | 19 |
| 10 | SK Olomouc ASO       | 22 | 8  | 3 | 11 | 52  | 63 | -11 | 19 |
| 11 | SK Viktoria Plzeň    | 22 | 7  | 4 | 11 | 43  | 56 | -13 | 18 |
| 12 | SK Polaban Nymburk   | 22 | 3  | 7 | 12 | 36  | 82 | -46 | 13 |

## Rekapitulace soutěže
| Československá Fotbalová liga 1941/42      |                             |
|                                            |                             |
| Ocenění                                    |                             |
| Vítěz                                      | SK Slavia Praha (12. titul) |
| Vítězové domácích pohárů                   |                             |
| Český pohár                                | SK Slavia Praha             |
| Středočeský pohár                          | AFK Bohemia Vršovice        |
| Pohyb v soutěži                            |                             |
| Sestupující do divize                      | SK Viktoria Plzeň           |
|                                            | SK Polaban Nymburk          |
| Postupující do I. ligy                     | SK Rakovník                 |
|                                            | SK Nusle                    |
| Nejlepší střelec                           |                             |
| Josef Bican - ( SK Slavia Praha) - 45 gólů |                             |

## Soupisky mužstev

### SK Slavia Praha
Karel Finek (-/0/-) –
Josef Bican (22/45),
Václav Bouška (-/0),
Antonín Bradáč (27/14),
Vojtěch Bradáč (11/1),
Otto Bureš (5/0),
Karel Černý (22/0),
Vratislav Fikejz (4/1),
František Habásko (3/1),
Alois Hakl (1/0),
Zdeněk Harnach (1/0),
Jindřich Holman (-/16),
Bedřich Jezbera (20/1),
Vlastimil Kopecký (-/17),
Vlastimil Luka (-/0),
Karel Průcha (-/1),
Jiří Sobotka (-/0),
Čestmír Vycpálek (14/0),
Rudolf Vytlačil (-/...) –
trenér Emil Seifert

### SK Prostějov
Evžen Jurka (-/0/-),
František Šrám (-/0/-) –
Rudolf Drozd (-/5),
Jiří Gazda (-/4),
Oldřich Juříček (-/0),
Vojtěch Kastl (-/13),
Miroslav Králík (-/2),
Josef Kula (-/5),
Miloš Kýr (-/0),
Jan Melka (-/13),
Ivan Milkin (-/1),
Rudolf Němeček (-/0),
Josef Omachlík (-/0),
Jan Pavelka (-/13),
Vojtěch Smékal (-/1),
... Tureček (-/0) –
trenér František Lánský

### SK Plzeň
Karel Poláček (11/0/0),
Adolf Štojdl (-/0/0) –
Milan Fencl (-/9),
Václav Fiala (-/0),
Josef Galáb (-/1),
František Gibic (-/6),
Antonín Hájek (20/19),
František Hájek (-/19),
Zdeněk Janda (-/0),
... Kopáč (-/1),
Alois Kuchař (-/0),
Ladislav Přibáň (-/0),
Josef Rak (-/2),
Jaroslav Rudert (-/7),
Alfréd Sezemský (-/3),
Josef Šafařík (-/0),
Josef Tajčner (22/4),
Oldřich Urban (-/2),
Josef Vrba (-/0) –
trenér ...

### SK Pardubice
Karel Horák (-/0/-) –
Karel Doležal (-/2),
František Heřmánek (19/3),
Antonín Hrdina (-/0),
Miloslav Jankovský (-/0),
Josef Klus (-/0),
Václav Mrázek (-/0),
František Ráliš (-/0),
Josef Skala (-/9),
Emanuel Slavíček (22/11),
Maxmilián Synek (21/0),
Ladislav Šimůnek (-/6),
Rudolf Šmejkal (-/3),
Josef Šváb (-/0),
Rudolf Toman (-/6),
Vilibald Weissel (-/0),
Jiří Zástěra (-/0),
Bohumil Zoubek (22/4) –
trenéři Otakar Škvain-Mazal a Jaroslav Hromadník

### Bohemia AFK Vršovice
Emil Ludvík (17/0/-),
Jaroslav Matoušů (5/0/-) –
Emil Anger (20/2),
Josef Babulenka (5/0),
Otakar Češpiva (16/0),
František Dembický (2/0),
František Gibic (7/2),
František Havlíček (17/0),
Jiří Chvojka (6/2),
Jan Kalous (6/0),
Ladislav Kareš (22/21),
Josef Kloubek (19/0),
Antonín Lanhaus (18/0),
Václav Mikeš (3/0),
František Mlejnský (11/9),
František Mošnička (22/10),
Ferdinand Plánický (22/10),
Miroslav Procházka (16/19),
Leopold Prokop (6/0),
Jindřich Rydval (3/0),
Josef Sedláček (16/6) –
trenér Ladislav Ženíšek

### SK Baťa Zlín
František Jordák (18/0/-),
Stanislav Parák (4/0/-) –
Rudolf Bartonec (21/8),
Karel Bernášek (2/0),
Jan Dembický (0/0),
Ludvík Dupal (14/0),
Vladimír Hönig (20/19),
Josef Humpál (20/5),
Stanislav Kocourek (21/0),
Jaroslav Kulich (21/0),
Karel Michlovský (12/5),
František Nejedlý (2/0),
Miloslav Novák (21/0),
Josef Pastrňák (14/7),
Josef Pilát (2/1),
Gustav Prokop (11/6),
Jaroslav Riedl (2/0),
Zdeněk Tomášek (9/5),
Rudolf Večeřa (13/4),
Karel Zeissberger (13/0) –
trenér Šimonek

### AC Sparta Praha
Otakar David (-/0/-),
Vojtěch Věchet (16/0/-) –
Vojtěch Bradáč (8/6),
Jaroslav Burgr (-/0),
Vladimír Čermák (-/0),
Josef Hronek (-/4),
Miloslav Jankovský (-/0),
Karel Kolský (-/1),
Josef Košťálek (-/0),
Ladislav Koubek (-/1),
Josef Ludl (-/4),
Zdeněk Müller (-/0),
Vlastimil Preis (-4),
Ferdinand Růžička (20/0),
Jan Říha (-/5),
Josef Sedláček (-/0),
Karel Senecký (-/2),
Ladislav Snopek (-/0),
Otakar Sýkora (-/0),
Josef Stibůrek (-/0),
Rudolf Šmejkal (-/0),
Jaroslav Štumpf (-/0),
Vilibald Weissel (-/...),
Josef Zeman (10/3),
Jiří Zmatlík (-/10),
František Žák (-1/) –
trenér Josef Kuchynka

### SK Židenice
Jaroslav Dědič (13/0/2),
Karel Kopecký (8/0/0),
... Šnábl (1/0/0) –
Vincenc Bláha (7/3),
Jaroslav Červený II (9/5),
Josef Čurda (6/0),
Jan Daněky (2/0),
Josef Galáb (20/0),
František Hanák (3/1),
Zdeněk Harnach (9/0),
Bohumil Chocholouš (18/1),
Gustav Kalivoda (22/1),
Rudolf Krejčíř (9/6),
František Křišťál (6/2),
Karel Nepala (20/12),
Oldřich Novohradský (7/2),
Jan Procházka (2/0),
Jaroslav Res (1/0),
Oldřich Rulc (21/8),
Ferdinand Růžička (1/0),
František Štěpán (10/7),
Eduard Vaněk (22/3),
Čestmír Vycpálek (8/5),
František Zapletal (17/2) –
trenér Vlastimil Borecký

### SK Kladno
Jan Biskup (-/0/-),
Vladimír Leština (-/0/-) –
Josef Holman (-/8),
Josef Junek (-/2),
František Kusala (-/0),
Rudolf Lampl (-/11),
Jaroslav Liška (-/3),
František Rašplička (-/1),
Vojtěch Rašplička (-/0),
Antonín Rýgr (-/23),
Rudolf Rýgr (-/0),
Jan Seidl (-/3),
Karel Sklenička (-/1),
Josef Sýkora (-/0),
Emanuel Šmejkal (-/0),
Karel Vosátka (-/0) –
trenér Antonín Perner

### SK Olomouc ASO
Vladimír Doležal (22/0/1) –
Vladimír Čabaňa (-/1),
František Dycka (-/0),
Rudolf Dymák (-/0),
Ludvík Hendrych (-/6),
Alois Kalivoda (-/1),
Karel Kocík (-/1),
František Kolman (-/0),
Josef Krupka (-/0),
Otakar Nožíř (-/3),
Jaromír Slaný (-/7),
František Sojka (-/0),
Jan Šimek (-/18),
Emil Šlapák (-/1),
Josef Tengler (-/3),
Jan Vojtíšek (-/0),
Josef Zoubek (-/11) –
trenér ...

### SK Viktoria Plzeň
František Lacina (-/0/-) –
František Berka (-/0),
Jaroslav Bešťák (-/0),
Vladimír Bína (-/2),
Jaroslav Bouček (-/0),
Josef Fail (-/0),
Zdeněk Janda (-/0),
Josef Kraus (-/2),
Václav Lavička (-/3),
Gustav Moravec (-/2),
Vladimír Perk (-/15),
Josef Simon (-/0),
Rudolf Sloup (-/5),
Ladislav Šamberger (-/4),
Miloslav Štekl (-/8),
Karel Tykal (-/0),
Antonín Vališ (-/1),
Jaroslav Vlček (-/0) –
trenér ...

### SK Polaban Nymburk
Bohumil Klenovec (-/0/-),
Josef Kračmar (-/0/-) –
Karel Čáp (-/3),
František Čermák (-/0),
Václav Čihák (-/4),
... Fouček (-/1),
Karel Jahn (-/0),
Josef Klouček (-/0),
Vladislav Kračmar (-/11),
Jindřich Krammer (-/...),
Zdeněk Kukal (-/1),
Karel Lochman (-/0),
Otakar Mukařovský (-/0),
Josef Najbrt (-/0),
Josef Pajkrt (-/6),
Jaroslav Pavlica (-/0),
Milan Ševčík (-/3),
Karel Šimek (-/7),
Rudolf Turek (-/0),
Bohumil Urban (-/0),
Josef Zelený (-/0) –
trenér Josef Čapek

## Mistrovství Slovenska
|    |                      | Z  | V  | R | P  | GV | GO | TP  | B  |
| -- | -------------------- | -- | -- | - | -- | -- | -- | --- | -- |
|    | ŠK Bratislava        | 22 | 13 | 5 | 4  | 82 | 35 | +47 | 31 |
| 2  | FC Vrútky            | 22 | 13 | 3 | 6  | 62 | 42 | +20 | 29 |
| 3  | ŠK Žilina            | 22 | 10 | 4 | 8  | 57 | 44 | +13 | 24 |
| 4  | AC Svit Batizovce    | 22 | 9  | 6 | 7  | 49 | 40 | +9  | 24 |
| 5  | AC Považská Bystrica | 22 | 9  | 5 | 8  | 52 | 41 | +11 | 23 |
| 6  | TTS Trenčín          | 22 | 9  | 5 | 8  | 44 | 51 | -7  | 23 |
| 7  | TŠS Trnava           | 22 | 9  | 4 | 9  | 47 | 48 | -1  | 22 |
| 8  | ŠK VAS Bratislava    | 22 | 9  | 3 | 10 | 46 | 61 | -15 | 21 |
| 9  | ŠK Ružomberok        | 22 | 8  | 3 | 11 | 51 | 56 | -5  | 19 |
| 10 | ŠK Slávia Prešov     | 22 | 7  | 5 | 10 | 50 | 58 | -8  | 19 |
| 11 | AC Spišská Nová Ves  | 22 | 5  | 5 | 12 | 28 | 62 | -34 | 15 |
| 12 | ŠK ASO Bratislava    | 22 | 5  | 4 | 13 | 39 | 69 | -30 | 14 |